# Buket Peulawi
Buket Peulawi is een bestuurslaag in het regentschap Aceh Timur van de provincie Atjeh, Indonesië. Buket Peulawi telt 173 inwoners (volkstelling 2010).